# پل دن
پل دن (انگلیسی: Paul Dehn; ۵ نوامبر ۱۹۱۲ – ۳۰ سپتامبر ۱۹۷۶) یک فیلم‌نامه‌نویس اهل بریتانیا بود. وی بین سال‌های ۱۹۵۰ تا ۱۹۷۴ میلادی فعالیت می‌کرد.
وی برنده جایزه اسکار بهترین داستان در سال ۱۹۵۱ شده‌است.

## فیلم‌شناسی
- Seven Days to Noon (۱۹۵۰)
- Waters of Time (۱۹۵۱)
- On Such a Night (۱۹۵۶)
- Orders to Kill (۱۹۵۸)
- پنجه طلایی (۱۹۶۴)
- جاسوس جنگ سرد (۱۹۶۵)
- رابطه مرگ‌آور (۱۹۶۶)
- رام کردن زن سرکش (۱۹۶۷)
- بریل رید می‌گوید: عصر خوب (۱۹۶۸)
- در زیر سیاره میمون‌ها (۱۹۷۰)
- قطعه ترس (۱۹۷۰)
- فرار از سیاره میمون‌ها (۱۹۷۱)
- فتح سیاره میمون‌ها (۱۹۷۲)
- نبرد برای سیاره میمون‌ها (۱۹۷۳)
- قتل در قطار سریع‌السیر شرق (۱۹۷۴)